# Гамма Лебедя
Гамма Лебедя (γ Лебедя / γ Cygni / γ Cyg) или Садр — вторая по яркости звезда созвездия Лебедя, сверхгигант спектрального класса F8, пульсирующий с периодом 74 дня. На расстоянии 142 угловых секунд есть звезда 10-й величины, возможный спутник.
Звезда находится внутри диффузной туманности IC 1318.

## Происхождение названия
Садр (варианты Садор, Садир, Шадар, Шедир) происходит от арабского слова صدر şadr, — грудь, так как находится на соответствующем месте воображаемого небесного лебедя.